# Megadicylus dubius
Megadicylus dubius är en stekelart som först beskrevs av Girault 1917.  Megadicylus dubius ingår i släktet Megadicylus och familjen puppglanssteklar. Inga underarter finns listade i Catalogue of Life.